# Гомологичные хромосомы
Гомологи́чные хромосо́мы (от греч. ομόλογο «подобный») — пара хромосом с одинаковым набором генов и сходной морфологией в кариотипе диплоидного организма. Одна из гомологичных хромосом получена при оплодотворении от материнского родительского организма, другая — от отцовского. Гомологичные хромосомы конъюгируют во время профазы первого деления мейоза в процессе кроссинговера.
Хотя гомологичные хромосомы имеют один и тот же набор генов, они не идентичны друг другу. Гены, находящиеся в гомологичных хромосомах, могут быть представлены как одинаковыми, так и различными аллелями.
В результате хромосомных перестроек (дупликаций, инверсий, делеций и транслокаций) иногда могут возникать гомологичные хромосомы, различающиеся наборами или расположением генов.

## Спаривание гомологичных хромосом в соматических клетках
Конъюгация гомологичных хромосом происходит в клетках слюнных желёз личинок Drosophila melanogaster при формировании политенных хромосом.
Физическое взаимодействие гомологичных локусов гомологичных хромосом в соматических клетках происходит при эпигенетической регуляции генов у Drosophila melanogaster, данный тип регуляции назван трансвекцией.